# Cinquillo
Il cinquillo è una tipica cellula ritmica cubana/caraibica, utilizzata nella contradanza cubana, l'habanera e nel danzón.

## Storia
La figura è anche un motivo a campana comune riscontrato in tutta l'Africa subsahariana. Consiste di un'ottava, una sedicesima, un'ottava, una sedicesima e un'ottava. Disponendo questo ritmo in una misura di 24 si ottiene un carattere fortemente sincopato dalla nota sostenuta che ne sostituisce una articolata sul primo quarto della seconda battuta. Il cinquillo è un abbellimento del modello più semplice conosciuto come tresillo. Il cinquillo è mostrato due volte di seguito. La prima mostra semplicemente i valori delle note. La seconda è la cosiddetta notazione ortografica, che dà l'impressione del carattere sincopato.

### Esempio
Quando è seguito da quattro crome non sincopate, è noto come baqueteo. Come la clave, questa forma una coppia di misure, sincopata e non sincopata. Il baqueteo è infatti un abbellimento della clave, in quanto contiene tutti quei tratti del modello chiave. Il baqueteo è mostrato sotto con entrambe le cellule contenute in una singola misura.

### Baqueteo
Un esempio di baqueteo nella musica popolare è l'introduzione della hit del 1994 Come Out and Play del gruppo punk rock americano The Offspring.

Base del baqueteo parte timbales

La beguine utilizza una variante del cinquillo correlata a quella trovata in altri generi caraibici.